# Adapaleno
Adapaleno es un retinoide tópico de tercera generación se utiliza principalmente en el tratamiento del acné leve a moderado, y se utiliza también como uso alternativo para tratar la queratosis pilaris, así como otros problemas de la piel. Es eficaz contra las condiciones del acné donde los comedones son predominantes. Es frecuente su uso combinado con Peróxido de benzoílo mejorando sus resultados.